# Пьолдуші
Пьолдуші (рос. Пёлдуши) — присілок у Подпорозькому районі Ленінградської області Російської Федерації.
Населення становить 12 осіб. Належить до муніципального утворення Вінницьке сільське поселення.

## Історія
Згідно із законом від 1 вересня 2004 року № 51-оз належить до муніципального утворення Вінницьке сільське поселення.

## Населення
| 1885 | 1910 | 1927 | 1961 | 1997 | 2007 | 2010 |
| ---- | ---- | ---- | ---- | ---- | ---- | ---- |
| 73   | ↗149 | ↗176 | ↘57  | ↘25  | ↘14  | ↘12  |